# Coupe de Noël (Brazzaville - Leopoldville) 1954

La saison 1954 de la Coupe de Noël est la deuxième édition de la compétition organisée par la Fédération de Football Association du Pool.

## Compétition

### Tour préliminaire
Vaticano (Léopoldville) 3-2 Racing Club de Brazzaville (Brazzaville)
Vaticano (Léopoldville) 3-2 CARA Brazzaville (Brazzaville)
Lorraine (Pointe-Noire) 3-1 Vaticano (Léopoldville)

### Demi finales
Stade Roi Beaudoin (Léopoldville)
Lorraine (Pointe-Noire) 3-1 Etoile du Congo (Brazzaville)

### Final
25 décembre
Stade Roi Beaudoin (Léopoldville)
AS Victoria Club (Brazzaville) 1-2 Lorraine (Pointe-Noire)